# Pinocchio (álbum)
Pinocchio é o primeiro álbum de estúdio do girl group sul-coreano f(x), lançado em 20 de abril de 2011 pela SM Entertainment na Coreia do Sul.
O álbum foi relançado com o título de Hot Summer em 14 de junho de 2011 e continha a faixa-título "Hot Summer", bem como seus dois primeiros singles, "La Cha Ta" e "Chu~♥".
O álbum vendeu quase 130 mil cópias só na Coreia do Sul.

## Composição
A faixa "Lollipop" é uma versão coreana da música de mesmo título, com a participação da boy band SHINee. A faixa "Hot Summer" é uma versão coreana da música de mesmo título, lançada originalmente pelo grupo Monrose.

## Lançamento e Promoções

### Pinocchio (Danger)
O vídeo teaser da música "Pinocchio (Danger)" foi lançado em 14 de abril de 2011 e o vídeo completo da música foi lançado em 19 de abril de 2011.
f(x) fez seu comeback ao vivo depois de um hiato de anos no Music Bank da KBS em 22 de abril de 2011. A canção "Gangsta Boy" foi escolhida para fazer parte da comeback especial. "Pinocchio" ganhou um total de oito prêmios: 3 no Inkigayo, 3 no M! Countdown e 2 no Music Bank, a primeira vitória foi em 29 de abril no Music Bank. As promoções de Pinocchio terminaram em 29 de maio.

### Hot Summer
O vídeo teaser da música "Hot Summer", foi lançado em 13 de junho e o vídeo completo da música foi lançado em 17 de junho no canal oficial da SM Entertainment no YouTube.
A primeira apresentação da música "Hot Summer", foi no dia 17 de junho, no Music Bank. A canção ganhou dois prêmios: um no Inkigayo em 26 de junho e outro no M! Countdown em 30 de junho. As promoções da canção e do álbum terminaram em 10 de julho, no Inkigayo.

## Lista de faixas
| Pinocchio (Danger) |                                                        |         |  |
| N.º                | Título                                                 | Duração |  |
| 1.                 | "Pinocchio (Danger)" (피노키오; Pinokio)               | 3:09    |  |
| 2.                 | "Round and Round (Sweet Witches)" (빙그르; Binggeureu) | 3:28    |  |
| 3.                 | "Dangerous"                                            | 3:14    |  |
| 4.                 | "Beautiful Goodbye"                                    | 4:06    |  |
| 5.                 | "Gangsta Boy"                                          | 3:08    |  |
| 6.                 | "Child (Love)" (아이; Ai)                              | 3:14    |  |
| 7.                 | "Stand Up!"                                            | 3:55    |  |
| 8.                 | "My Style"                                             | 3:41    |  |
| 9.                 | "So into U"                                            | 3:34    |  |
| 10.                | "Lollipop" (feat. SHINee) (versão em coreano)          | 3:11    |  |
| Duração total:     | Duração total:                                         | 33:27   |  |

| Hot Summer Repackage |                                                                             |         |  |
| N.º                  | Título                                                                      | Duração |  |
| 1.                   | "Hot Summer"                                                                | 3:43    |  |
| 2.                   | "Pinocchio (Danger)" (피노키오; Pinokio)                                    | 3:09    |  |
| 3.                   | "Round and Round (Sweet Witches)" (빙그르; Binggeureu)                      | 3:28    |  |
| 4.                   | "You Are Hiding A Secret (…Is It OK?)" (좋아해도 되나요; Jo-ahaedo Doenayo) | 3:10    |  |
| 5.                   | "Dangerous"                                                                 | 3:14    |  |
| 6.                   | "Beautiful Goodbye"                                                         | 4:06    |  |
| 7.                   | "Gangsta Boy"                                                               | 3:08    |  |
| 8.                   | "Child (Love)" (아이; Ai)                                                   | 3:14    |  |
| 9.                   | "Stand Up!"                                                                 | 3:55    |  |
| 10.                  | "My Style"                                                                  | 3:41    |  |
| 11.                  | "So into U"                                                                 | 3:34    |  |
| 12.                  | "Lollipop" (feat. SHINee) (versão em coreano)                               | 3:11    |  |
| 13.                  | "La Cha Ta" (라차타)                                                        | 3:13    |  |
| 14.                  | "Chu" (estilizado como Chu~♡)                                               | 3:16    |  |
| Duração total:       | Duração total:                                                              | 47:47   |  |

## Desempenho nas paradas
| Pinocchio  | 1 |
| Hot Summer | 2 |

### Vendas e certificações
| Parada                           | Quantidade |
| -------------------------------- | ---------- |
| Gaon physical sales (Pinocchio)  | 61,637+    |
| Gaon physical sales (Hot Summer) | 66,542+    |

## Histórico de lançamento
| País          | Data                            | Formato              | Gravadora        |
| ------------- | ------------------------------- | -------------------- | ---------------- |
| Coreia do Sul | 20 de abril de 2011             | CD, Download digital | SM Entertainment |
| Mundialmente  | 20 de abril de 2011             | Download digital     | SM Entertainment |
| Coreia do Sul | 14 de junho de 2011 (Repackage) | CD, Download digital | SM Entertainment |
| Mundialmente  | 14 de junho de 2011 (Repackage) | Download digital     | SM Entertainment |